# Auswandererforschung
Die Auswandererforschung ist ein Teilgebiet der Sozialgeschichte und der Genealogie, die sich mit der Auswanderung befasst.
Gegenstand der geschichtlichen Forschung sind Zeitpunkte, Umfang und Gründe dieser Form von Migration.
Auch viele Familienforscher stoßen bei ihren Forschungen auf Hinweise auf ausgewanderte Verwandte. Oft ranken sich Familienlegenden um den "reichen Onkel" in Amerika. Mitunter wird man über das Internet von Namensvettern aus dem Ausland nach Details zur Familiengeschichte gefragt. Die Erforschung dieser Verwandtschaftsbeziehungen stellt in der Regel eine besondere Herausforderung dar und ist je nach Auswanderungsziel mit unterschiedlichen Methoden anzugehen.
Zu den wichtigsten Zielländern für Auswanderer aus Europa gehören bis heute die Vereinigten Staaten von Amerika.

## USA
Viele Amerikaner, die jedes Jahr Deutschland besuchen, sind deutscher Herkunft (laut U.S. Census 2000). Für die Einwanderer der ersten und zweiten Generation war vor allem Integration und Amerikanisierung wichtig; erst spätere Generationen entwickelten ein neues ethnisches Bewusstsein, zeigten Interesse an der eigenen Herkunft und beginnen ihre Familiengeschichte bis zu den europäischen Wurzeln zurückzuverfolgen. Auch immer mehr Deutsche interessieren sich dafür, ob sie Verwandte auf der anderen Seite des Atlantiks aufspüren können.
Es gibt verschiedene Quellen, anhand derer sich Details über Auswanderer erforschen lassen.

### Persönliche Aufzeichnungen
Erste Schritte sollten schon vor der Abreise unternommen werden. So ist es nützlich, eine Ahnentafel zu erstellen. Um den genauen Herkunftsort der in die Neue Welt ausgewanderten Vorfahren herauszufinden, wird man allerdings neben privaten Aufzeichnungen, die etwa noch in der Familie vorhanden sind, auch offizielle Dokumente konsultieren müssen. Nachdem man die mündlich überlieferte Familiengeschichte festgehalten hat, sollte man diese dann anhand schriftlicher Dokumente überprüfen und gegebenenfalls korrigieren.
Angaben über Lebensdaten finden sich in alten Familienbibeln, die weiter vererbt wurden und in denen wichtige Familienereignisse, wie etwa Geburten, Taufen, Eheschließungen, Todesfälle und Beerdigungen aufgezeichnet wurden. Ähnliche Informationen liefern Tagebücher, Briefe, Militärlisten, alte Photos und Grabsteine. In Einbürgerungsurkunden ist oft der Tag der Landung, manchmal sogar der Name des Schiffes, das den Einwanderer in die Neue Welt brachte, aufgeführt. Ausschiffungshäfen für die meisten deutschen Auswanderer waren Bremen/Bremerhaven (Norddeutscher Lloyd), Hamburg/Cuxhaven (HAPAG), und Ankunftshäfen in der Neuen Welt waren Baltimore, Boston, New Orleans, New York, und Philadelphia.
Der Name des Schiffes, das Datum der Ankunft, sowie der ursprüngliche Familienname des Einwanderers können eine Identifizierung des Heimatortes ermöglichen, der in verschiedenen öffentlichen Dokumenten aufgeführt sein kann. Die wichtigsten Datenquellen in Bezug auf Einwanderung werden heute in den National Archives in Washington, D.C. aufbewahrt.

### Passagierlisten
Ab 1820 musste jeder Kapitän, der mit seinem Schiff in die Haupthäfen der Vereinigten Staaten einlief, eine eidesstattliche Erklärung zu Name, Geschlecht, Alter, Beruf, Herkunftsland bzw. Herkunftsort und Zielort seiner Passagiere abgeben. Diese Landungslisten wurden jahrelang im Ankunftshafen aufbewahrt, vor einiger Zeit jedoch den National Archives in Washington, D.C. übergeben, die sie auf ihre regionalen Zweigstellen verteilt haben.
Die meisten von ihnen sind mittlerweile mikroverfilmt; die aus New York, Boston, New Orleans, Philadelphia und Baltimore können in den National Archives eingesehen werden. Über Namenindizes werden die Daten angeboten. Viele (z. B. Castle Clinton und Ellis Island, New York) sind auch schon im Internet einsehbar. Es gibt sowohl kommerzielle Datensammlungen wie Germans to America als auch kostenlose Anbieter (eine Auswahl kommerzieller und nichtkommerzieller Sammlungen siehe hier).
Mikrofilme mit den Ankunftslisten (1800/1820–1897) befinden sich auch in Deutschland in der Universität Oldenburg, die Hamburger Abgangslisten im dortigen Staatsarchiv und Bremens Abgangslisten (ab 1919) in der dortigen Handelskammer. Alle drei Stellen helfen bei der Recherche: Sie verfügen über Namenindizes.

### Volkszählungslisten
Die Listen der Volkszählungen (Census) der Jahre 1850, 1860, 1870 und 1880 sind auf Mikrofilm gespeichert. Sie können in den National Archives eingesehen und Teile daraus gegen eine Gebühr kopiert werden, sind aber auch im Internet über Namenindizes und z. T. auch im Original verfügbar (z. B. www.ancestry.com). Der Census aus dem Jahre 1850 gab erstmals den Geburtsort der erfassten Personen an, und in den Listen des Jahres 1880 wurde zudem die Nationalität der Eltern angegeben. Sofern der Wohnort der gesuchten Person bekannt ist, sind diese Listen eine vorzügliche Informationsquelle.

### Einbürgerungsregister
Listen von Auswanderern, die die amerikanische Staatsbürgerschaft erhielten, sind nicht an einem Ort zugänglich. Sie sind über das ganze Land verstreut und werden im jeweiligen Verwaltungsgericht archiviert. Einbürgerungsregister liefern oft wertvolle Informationen über Geburtsort, Ankunftsdatum in den Vereinigten Staaten und in manchen Fällen den Namen des Schiffes, auf dem der neue Bürger ankam. Bereits verfügbar sind in den National Archives in Washington, D.C., die Einbürgerungsregister der Neuengland-Staaten.

### Geburts-, Sterbe- und Heiratsurkunden
Obwohl die Registrierung von Geburten, Eheschließungen und Todesfällen in den einzelnen Gebieten sehr unterschiedlich gehandhabt wurde – einige Gemeinden begannen erst zu Beginn des 20. Jahrhunderts, Lebensdaten aufzuzeichnen – gibt es doch viele Gemeinden, deren Aufzeichnungen ins 19. Jahrhundert zurückreichen. Todesscheine können sehr wichtig sein, da in ihnen oft Geburtsdatum und Geburtsort und die nächsten Verwandten aufgeführt sind. Derartige Unterlagen finden sich in Rathäusern oder Verwaltungsämtern. In einigen Staaten werden die Register zentral in der Hauptstadt archiviert.
Weitere offizielle Dokumente, die für die Familienforschung hilfreich sein könnten, sind Militärlisten, Landübertragungsurkunden, Kirchenbücher und alte Adressbücher und Telefonbücher sowie der social security index (SSI).